# La Gueule du loup (film, 1988)
Pour les articles homonymes, voir La Gueule du loup.
Pour plus de détails, voir Fiche technique et Distribution.
La Gueule du loup (La boca del lobo) est un film péruvien réalisé par Francisco J. Lombardi, sorti en 1988. Il évoque un épisode tragique de la « guerre sale » entre l'armée péruvienne et l'organisation rebelle armée Sentier lumineux.

## Synopsis
Au début des années 1980, l'armée péruvienne tente de reprendre le petit village de Chuspi dans la région d'Ayacucho, contrôlé par l'organisation Sentier lumineux. Sans stratégie ni autorité suffisante, Vitin Luna et ses jeunes collègues sont confrontés à une armée invisible qui semble être plus puissante qu’eux. L’arrivée du sévère lieutenant Roca semble apporter les moyens de vaincre les révolutionnaires, mais Vitin Luna est bientôt dubitatif devant ses méthodes brutales. Roca accuse la population entière du village de trahison.

## Fiche technique
- Réalisation : Francisco J. Lombardi
- Scénario : Augusto Cabada, Giovanna Pollarolo, Gerardo Herrero
- Photographie : José Luis López-Linares
- Montage : Juan San Mateo
- Musique : Bernardo Bonezzi
- Durée : 123 minutes
- Dates de sortie : 
  -  Pérou : 8 décembre 1988
  -  France : 25 janvier 1989

## Distribution
- Gustavo Bueno : Lieutenant Roca
- Toño Vega : Vitin Luna
- José Tejada : Gallardo
- Gilberto Torres : Sergent Moncada
- Antero Sanchez : Lieutenant Basulto
- Bertha Pagaza : Julia
- Aristóteles Picho : El Chino
- Fernando Vásquez : Bacigalupo
- Luis Saavedra : Escalante

## Récompenses
- Festival de Saint-Sébastien : prix Saint-Sébastien
- Festival de La Havane : second prix Coral
- Festival de Carthagène : meilleur réalisateur et meilleur scénario